# Bitstream Vera
Bitstream Vera, är ett typsnitt med som är freeware.
Typsnittet designades av Jim Lyles från Bitstream. Det består av:
- Monospace
  - Normal
  - Kursiv
  - Fet
  - Fet kursiv
- Sans
  - Normal
  - Kursiv
  - Fet
  - Fet kursiv
- Serif
  - Normal
  - Fet